# 森裕城
森 裕城（もり ひろき、1971年12月 - ）は、日本の政治学者。専門は利益団体、政治過程論、計量政治学。
2000年4月より京都女子大学現代社会学部専任講師。2003年10月同志社大学法学部助教授を経て、現在、同教授。
岐阜大学で水崎節文から選挙の得票分析を学んだことをきっかけに政治学者の道を志し、筑波大学大学院では蒲島郁夫、蒲島が東大に移ってからは辻中豊の指導を受けた。

## 学歴
- 岐阜県立長良高等学校卒業。
- 岐阜大学教育学部中学教員養成課程社会学科（法律・経済学専攻）卒業。
- 筑波大学大学院博士課程国際政治経済学研究科修了、博士（国際政治経済学）。

## 著書

### 単著
- 『日本社会党の研究――路線転換の政治過程』（木鐸社, 2001年）

### 共著
- （水崎節文）『総選挙の得票分析 1958-2005』（木鐸社, 2007年）
- （辻中豊）『現代社会集団の政治機能―利益団体と市民社会』（木鐸社, 2010）

### 部分執筆
- 辻中豊編『現代日本の市民社会・利益団体』（木鐸社, 2002年）
- 平野浩・河野勝編『アクセス日本政治論』（日本経済評論社, 2003年）

## 論文
- 「93年総選挙――新党の登場のインパクト」『選挙』47巻12号（1994年、共著）
- 「1993年総選挙――有権者の意識と政権交代」『選挙』48巻2号（1995年、共著）
- 「中選挙区制における候補者の選挙行動と得票の地域的分布」『選挙研究』10号（1995年、共著）
- 「新党の登場と投票行動――多項ロジットモデルによるアプローチ」『選挙研究』12号（1997年、共著）
- 「選挙過程における合理性の衝突――自民党政権の継続と社会党」『筑波法政』23号（1997年）
- 「得票データからみた並立制のメカニズム」『選挙研究』13号（1998年、共著）
- 「現代日本における利益団体の行動様式――『団体の基礎構造に関する調査』に基づく市民社会の団体行動の実態」『国際政治経済学研究』1号（1998年、共著）
- 「現代日本における利益団体の存立様式――『団体の基礎構造調査』の方法とその属性分析」『筑波法政』24号（1998年、共著）
- 「活動空間別にみた利益団体の存立・行動様式」『選挙』51巻4号（1998年）

- 「利益団体の選挙活動」『国際政治経済学研究』5号（2000年）
- 「日本社会党の路線問題」『現代社会研究』創刊号（2001年）
- 「小選挙区比例代表並立制における地域票の動向」『椙山女学園大学研究論集 社会科学篇』33号（2002年、共著）
- 「2001年参議院選挙の得票分析」『現代社会研究』4・5合併号（2003年）
- 「小選挙区比例代表並立制における政党・候補者の得票動向」『同志社法学』57巻2号（2005年）
- 「2005年総選挙と政党システム」『レヴァイアサン』39号（2006年）
- 「選挙・政治参加 選挙過程の実態把握を目的とする研究について」『レヴァイアサン』40号（2007年）